# Шайн, Григорий Абрамович
Григо́рий Абра́мович Шайн (7 [19] апреля 1892, Одесса, Российская империя — 4 августа 1956, Москва, РСФСР, СССР) — советский астроном, педагог, академик АН СССР (1939). Лауреат Сталинской премии первой степени (1950).

## Биография
Родился 7 (19 апреля) 1892 года в Одессе в семье столяра. В возрасте 18 лет опубликовал в «Известиях русского астрономического общества» свою первую научную работу «Определение радианта Персеид». Учился в Юрьевском университете, закончил обучение в Пермском и являлся его штатным преподавателем до 1920 года. С июля 1919 года штат Пермского университета был в эвакуации в Томске, Г. А. Шайн работал в Томском университете. В 1921—1925 годах — в Пулковской обсерватории, в 1925—1945 годах — в её Симеизском отделении, где под его руководством был установлен телескоп-рефлектор с метровым зеркалом.
С 1944 года руководил организацией КрАО и был её директором с 1945 до 1952 года, затем был заведующим отделом физики звёзд и туманностей этой обсерватории.
Унаследовал глубокий интерес к физике Солнца от своего учителя, профессора, астронома К. Д. Покровского, чьим ассистентом был в пермскую пору своей деятельности. При участии Шайна в начале тридцатых годов в СССР создавалась государственная служба Солнца. В июне 1936 года Шайну, участвовавшему в экспедиции по наблюдению солнечного затмения в Сибири, удалось получить необычайно хорошие спектрограммы солнечной короны. Благодаря этим новым данным учёный впервые сделал важный вывод о высокой кинематической температуре короны.
Умер 4 августа 1956 года в Москве, похоронен в посёлке Голубой Залив (Крым).

## Семья
Жена — Пелагея Фёдоровна Шайн, приёмная дочь — Вера Фёдоровна Клочихина, племянница жены, ставшая впоследствии женой астрофизика В. А. Амбарцумяна.

## Научная деятельность
| Открытые астероиды: 3 | Открытые астероиды: 3 |
| --------------------- | --------------------- |
| (1057) Ванда          | 16 августа 1925       |
| (1058) Грабба         | 22 июня 1925          |
| (1709) Украина        | 16 августа 1925       |

Основные работы посвящены астрофизике, в частности — звёздной спектроскопии и физике газовых туманностей. Совместно с В. А. Альбицким определил лучевые скорости около 800 звёзд и составил каталог, считавшийся одним из лучших в этой области. Совместно с О. Л. Струве предложил в 1929 году метод определения скоростей осевого вращения звёзд, показал, что звёзды ранних спектральных классов вращаются в десятки раз быстрее, чем Солнце, указал на значение этого факта для теории звёздной эволюции. Исследовал содержание изотопов углерода в звёздах спектральных классов N и R и нашёл, что содержание 13С в исследованных им звёздах различно и всего лишь в 2—3 раза ниже, чем содержание 12С, тогда как на Земле оно примерно в 100 раз ниже. Открыл около 150 новых туманностей, обнаружил особый класс туманностей, у которых значительная часть материи сосредоточена на периферии, и класс очень вытянутых туманностей волокнистой структуры, которые были интерпретированы как результат расширения, происходящего под контролем магнитного поля Галактики. Исследования Шайна показали, что звёзды и туманности образуются в едином процессе, причём существуют системы туманностей, которые должны распадаться за астрономически короткое время (порядка миллионов лет). В 1952 году опубликовал совместно с В. Ф. Газе «Атлас диффузных газовых туманностей», получивший мировую известность. Исследовал двойные звёзды, малые планеты, солнечную корону и другие объекты. Открыл новую долгопериодическую комету C/1925 F1 (Шайна — Комаса Сола) и несколько десятков спектрально-двойных звезд, переоткрыл комету 16P/Брукса 2.

## Награды, премии, звания
- член Лондонского королевского астрономического общества.
- Почётный доктор Копенгагенского университета.
- Почётный член Американской академии наук и искусств.
- Сталинская премия первой степени (1950) — за спектральные исследования звёздных атмосфер, завершившиеся открытием в них аномального содержания тяжёлого изотопа углерода, изложенные в серии статей, опубликованных в журналах «Известия Крымской астрофизической обсерватории» и «Доклады Академии наук СССР» (1948—1949).
- два ордена Ленина (в том числе 10.06.1945)

## Память
- Именем Шайна названа малая планета (1648 Shajna), открытая П. Ф. Шайн 5 сентября 1935 года в Симеизской обсерватории.
- В его честь назван лунный кратер Шайн.
- Созданный по его инициативе 2,6-м телескоп-рефлектор, установленный в Крымской астрофизической обсерватории в 1961 году, носит его имя (ЗТШ — «зеркальный телескоп Шайна»). Он оснащён электронными автоматическими устройствами, которые облегчают работу астрономов. С помощью этого телескопа были сфотографированы автоматические станции «Марс-1» и «Луна-4»[5].

## Научные труды
- On the rotation of stars (совм. с О. Struve), «Monthly notices of the Royal Astronomical society», 1929, v. 89, № 3.
- The radial velocities of 343 stars. (совм. с V. Albitzky), там же, 1932, v. 92, № 8.
- Изотопы углерода в спектрах звезд класса N, «Докл. АН СССР. Новая серия», 1942, т. 35, № 4, с. 99-102.
- Атлас диффузных газовых туманностей, М., 1952 (совм. с В. Ф. Газе).
- Каталог эмиссионных туманностей, «Изв. Крымской астрофизической обсерватории», 1955, т. 15.